# 庫西柳尼山
14°58′27″S 68°55′56″W / 14.97417°S 68.93222°W
庫西柳尼山（K'usilluni），是玻利維亞的山峰，位於該國西部拉巴斯省包蒂斯塔·萨韦德拉县，處於科塔納尼山東北面，屬於安第斯山脈中阿波洛班巴山脈的一部分，海拔高度4,600米。